# Тенекиените хора
„Тенекиените хора“ (на английски: Tin Men) е американска комедия от 1987 г. на режисьора Бари Левинсън, продуцент е Марк Джонсън, и участват Ричард Драйфус, Дани Де Вито и Барбара Хърши.